# Castillo del Mar

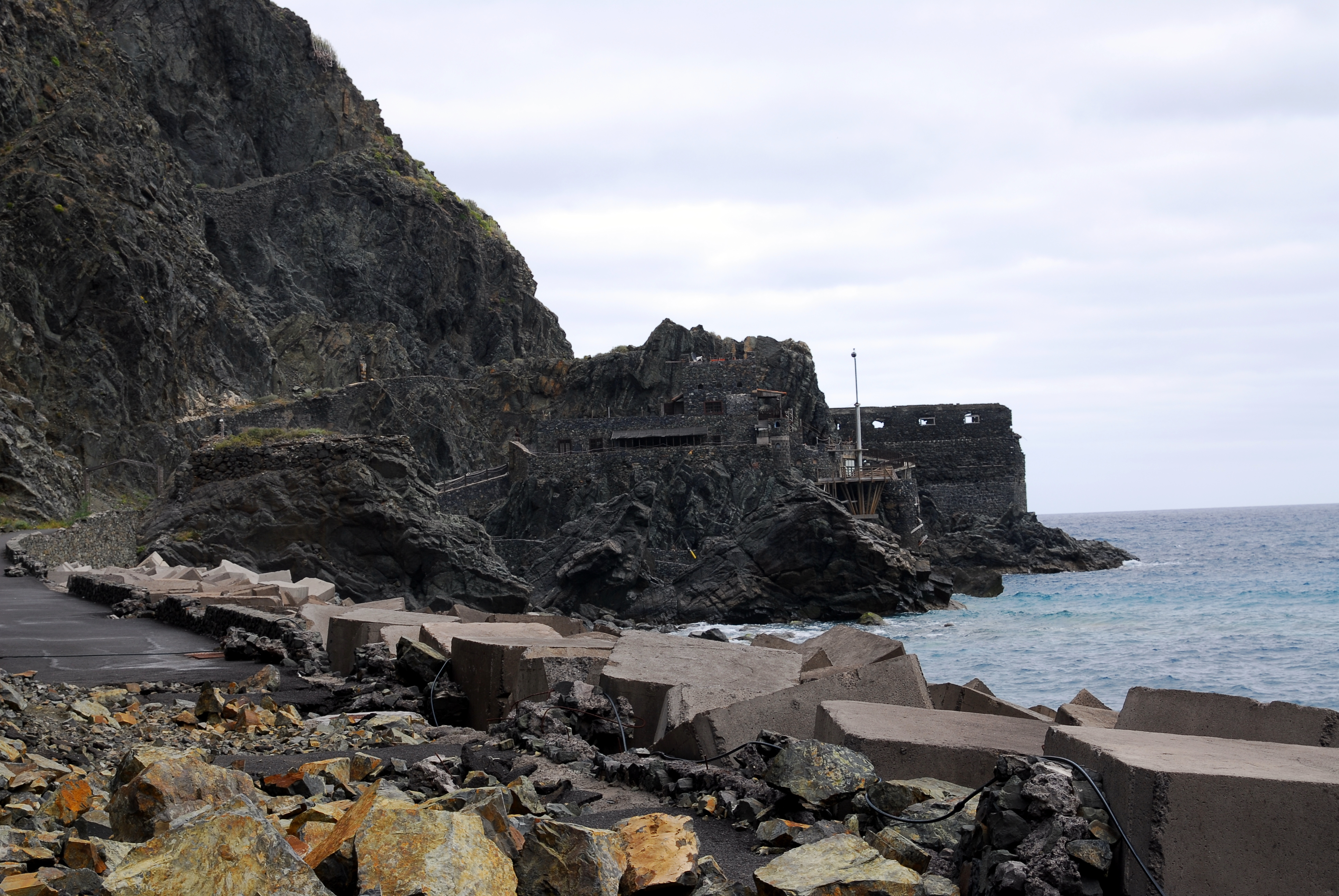
Weg zum Castillo del Mar von Felsbrocken blockiert

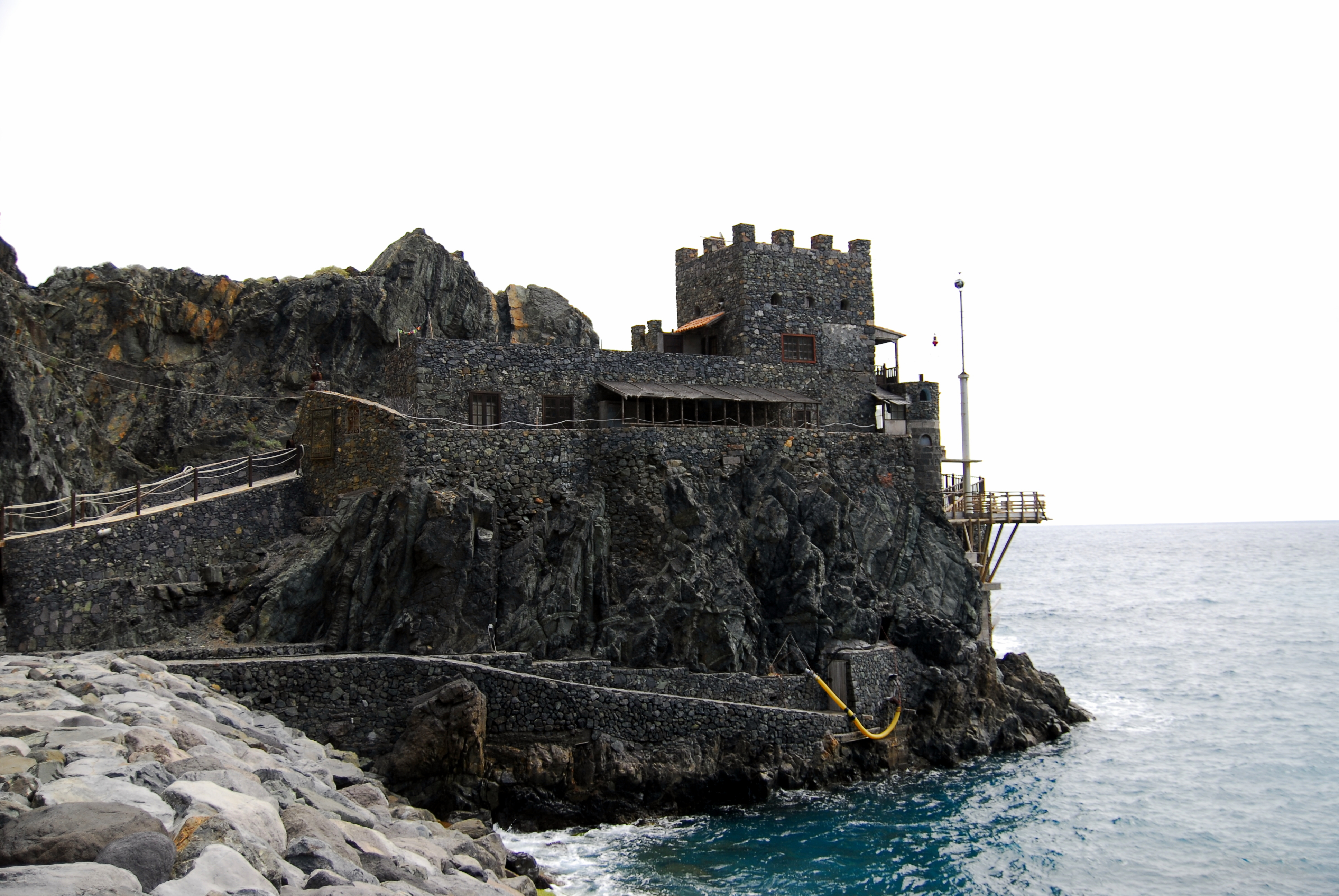
Castillo del Mar

Das Castillo del Mar ist eine ehemalige Bananenverladestation in Vallehermoso im Norden der Kanarischen Insel La Gomera.

## Lage und Umgebung
Im Norden von La Gomera, am Strand von Vallehermoso gelegen, steht das Castillo del Mar in Front einer Felskulisse auf einer Klippe mitten im Atlantik. Ganzjährig wird es vom Atlantischen Ozean umspült. In seiner unmittelbaren Nähe befinden sich die Felsen Los Organos, welche jedoch nur vom Wasser aus zu erreichen und betrachten sind.

## Geschichte
Früher war das Castillo del Mar unter den Namen Empaquetadora de plátanos, Pescante oder Castillo bekannt. Über das Castillo del Mar wurden seit 1890 sämtliche Güter der Insel, hauptsächlich Bananen, verpackt und dann über den »Pescante«, einer Holzkonstruktion, die über drei Basaltsäulen führte, auf die Dampfschiffe geladen. Das Castillo war zu der Zeit der wichtigste Warenumschlagplatz und Vallehermoso das merkantile Zentrum der Insel. 1910 wurde hier das erste Kraftfahrzeug entladen. Ganz oben auf der Klippe thronte das Kontor und wachte über die Handelsaktivitäten.
Das Castillo del Mar verfügte über Kanonen, um den Handelsplatz vor Piraten zu schützen. Im unteren Stockwerk des Gebäudes war die Verpackungsabteilung untergebracht. Die Bananen wurden gewaschen, gewogen und vermessen, um anschließend, nach Größe und Qualität sortiert, verladen zu werden.
Nach der Machtübernahme Francos emigrierten viele Gomeros illegal nach Südamerika. Häufig war das Castillo del Mar das Tor zur Neuen Welt, da es als letzter Ausgangspunkt für die Reise der Gomeros nach Südamerika diente. In speziellen Vorführungen des Films Guarapo, der die Thematik der Emigration der gomerischen Bevölkerung aufgreift, wird noch heute an jene Zeit erinnert.
1950 wurde der Handel über El Castillo eingestellt und der Ort geriet in Vergessenheit. Schnell wurde die alte Küstenstraße von Geröll und Felsen verschüttet und somit unpassierbar.
1981 erwarb Thomas Müller (* 1952) die Hafenanlage von Don Eugenio Garcia Perez, doch da der Zugang zum Castillo del Mar nur über das Meer möglich war, scheiterten erste Sanierungsversuche. Erst als im Zuge der Revitalisierungsprojekte für den Norden La Gomeras die Küstenstraße erneuert wurde, war im Februar 2001 der landseitige Weg zum Castillo del Mar wieder frei.
Im Mai 2001 begann die Bauphase. Auf Trockensteinmauern spezialisierte Steinmetze rekonstruierten zuerst den Haupteingang mit der dazugehörigen Treppe und bauten ihn Stein für Stein wieder auf. Anschließend wurden sämtliche Natursteinmauern, die als Schutzwälle sowohl gegen das Meer als auch gegen Piraten errichtet wurden, wiederhergestellt. Mit Fertigstellung des Rohbaus wurden die Voraussetzungen für den weiteren Ausbau geschaffen.
Eine Bühne und zwei unterschiedlich große Veranstaltungsräume wurden in das neu gebaute Castillo del Mar integriert. Eine ganzjährige Ausstellung in einem dieser Räume dokumentiert die Geschichte und den Wiederaufbau durch Fotografien und Videos.
Seit mehreren Jahren ist das Castillo del Mar wegen finanzieller Probleme und fehlender Stromversorgung geschlossen.